# Ніколаус цу Дона-Шлодін
Бургграф і граф Ніколаус цу Дона-Шлодін (нім. Nikolaus Burggraf und Graf zu Dohna-Schlodien; 5 квітня 1879 — 21 серпня 1956) — німецький морський офіцер, фрегаттен-капітан кайзерліхмаріне. Кавалер ордена Pour le Mérite.

## Біографія
У 1896 році вступив на службу в німецький військово-морський флот. У 1901-1902 роках служив на канонерському човні «Tiger», що діяв у Східній Азії. В 1910-1912 роках командував канонерським човном «Tsingtau». У 1913 році призначений штурманом на лінкор «Posen».
21 вересня 1915 року отримав наказ знайти відповідне судно і переобладнати його під допоміжний крейсер, здатний також діяти в якості мінного загороджувача. Вибір припав на транспорт-банановоз «Pungo» (4 788 брт), який отримав нове ім'я — SMS Möwe (Чайка). Судно озброїли чотирма 150-мм і одним 105-мм гарматами, двома 500-мм торпедними апаратами. Також на борту були 500 морських мін. Первинним завданням корабля була постановка мінних загороджень, і тільки після її виконання капітан міг зайнятися рейдерськими операціями. «Меве», замаскований під шведський пароплав, покинув Кіль 15 грудня 1915 року. 4 березня 1916 року крейсер повернувся в порт, маючи на рахунку 13 парових і 1 вітрильне судно, а також застарілий британський лінкор «King Edward VII», загиблий на мінах, виставлених рейдером біля північного узбережжя Шотландії. 2 судна були захоплені в якості призів і відправлені до Німеччини. Загальний тоннаж потоплених суден склав 159 400 тонн. 22 листопада 1916 року крейсер вийшов у другий похід, що закінчився 22 березня 1917 року. Результатом походу стали 27 потоплених суден загальним тоннажем 127 707 тонн. Завдяки зусиллям німецької військової пропаганди, корабель і його команда отримали популярність серед населення країни, а Дона-Шлодін був призначений на почесну посаду морського ад'ютанта імператора Вільгельма II.
Після війни командував загоном фрайкора «Möwe», брав участь в придушенні Сілезького повстання. У 1919 році вийшов у відставку і зайнявся торгівлею в Гамбурзі, в 1930-х переїхав в Баварію.

## Нагороди
Отримав численні нагороди, серед яких:
- Залізний хрест 2-го і 1-го класу
- Військовий Хрест Фрідріха-Августа (Ольденбург) 2-го і 1-го класу
- Орден Білого Сокола, лицарський хрест 1-го класу з мечами
- Військовий орден Максиміліана Йозефа, лицарський хрест
- Військовий орден Святого Генріха, лицарський хрест
- Орден Військових заслуг Карла Фрідріха, лицарський хрест
- Орден «За військові заслуги» (Вюртемберг), лицарський хрест
- Pour le Mérite (7 березня 1916) — вручений особисто імператором Вільгельмом.
- Почесний хрест ветерана війни з мечами